# Distretto di Bigadiç
Il distretto di Bigadiç (in turco: Bigadiç ilçesi) è un distretto della Turchia nella Provincia di Balıkesir con 49.174 abitanti (dato 2012) dei quali 17.226 urbani e 31.948 rurali 
Il capoluogo è la città di Bigadiç.

## Geografia antropica

### Suddivisioni amministrative
Il distretto è suddiviso in 2 comuni (Belediye) e 69 villaggi (Köy)